# Anti-homomorfismo
Em matemática, um anti-homomorfismo é um tipo de função definida sobre conjuntos com multiplicação que inverte a ordem da multiplicação. Um antiautomorfismo é um anti-homomorfismo que tem um inverso como um anti-homomorfismo; este coincide com ele sendo uma bijeção de um objeto sobre si mesmo.